# 우다야 2세
우다야 2세(Udaya II, 908년 ~ 955년)는 10세기 시대 아누라다푸라 왕국의 람바카나 제2왕조 제20대 군주였다.

## 같이 보기
- 스리랑카의 역사